# Nuthin' Fancy
Nuthin' Fancy treći je studijski album američkog sastava Lynyrd Skynyrd.

## Popis pjesama

### Prva strana
1. "Saturday Night Special"  – 5:08
2. "Cheatin' Woman" – 4:38
3. "Railroad Song" – 4:14
4. "I'm a Country Boy" – 4:24

### Druga strana
1. "On the Hunt" – 5:25
2. "Am I Losin'" – 4:32
3. "Made in the Shade" – 4:40
4. "Whiskey Rock-A-Roller" – 4:33

### Dodatne pjesme na izdanju iz 1999.
1. "Railroad Song (uživo)" - 5:27
2. "On the Hunt (uživo)"  - 6:10

## Zasluge
Lynyrd Skynyrd
- Ronnie Van Zant - vokali
- Allen Collins – gitara Gibson Firebird
- Ed King – gitara Fender Stratocaster i Gibson SG
- Gary Rossington – gitara Gibson Les Paul
- Billy Powell – klavijature
- Leon Wilkeson – bas-gitara
- Artimus Pyle – bubnjevi, udaraljke